# Bonne-Nouvelle (Paris metro)
Bonne-Nouvelle är en tunnelbanestation i Paris metro för linje 8 och linje 9 i 2:a, 9:e och 10:e arrondissementet. Stationen öppnades år 1931 och är belägen under Boulevard de Bonne-Nouvelle. Stationen är uppkallad efter kyrkan Notre-Dame de Bonne-Nouvelle.

## Omgivningar
- Notre-Dame de Bonne-Nouvelle
- Impasse Bonne-Nouvelle
- Boulevard de Bonne-Nouvelle
- Boulevard Poissonnière
- Saint-Eugène-Sainte-Cécile
- Conservatoire national supérieur de musique et de danse de Paris
- Square Jacques-Bidault
- Square Yilmaz-Güney

## Bilder
| - Tunnelbanestationen Bonne-Nouvelle. - Kyrkan Notre-Dame-de-Bonne-Nouvelle. |